# Trois Télégrammes
Pour plus de détails, voir Fiche technique et Distribution.
Trois Télégrammes est un film français réalisé par Henri Decoin, sorti en 1950.

## Synopsis
Dans les années 1950 à Paris, lors d'un accident à vélo, Antoine, tout jeune télégraphiste perd trois télégrammes urgents. La jolie Amélie tente de l'aider à retrouver ces documents sans savoir que des gamins du quartier les ont récupérés. Tour à tour, le commissaire de police, l'instituteur, un pompier et enfin tout le voisinage explorent chaque recoin. Une rumeur court : Antoine serait désespéré et irait se suicider en se jetant dans la Seine. Heureusement, le sort ne sera pas fatal au jeune télégraphiste.

## Fiche technique
- Réalisation : Henri Decoin, assisté de Fabien Collin
- Scénario : Alex Joffé et Henri Decoin
- Photographie : Nicolas Hayer
- Montage : Annick Millet
- Musique : Joseph Kosma
- Production : Émile Natan
- Sociétés de production : Les Films Modernes, UGC
- Pays de production :  France
- Format :  Son mono - 35 mm - Noir et blanc - 1,37:1
- Genre : Film dramatique
- Durée : 97 min
- Date de sortie : 
  - France - 3 novembre 1950

## Distribution
- Claudy Chapeland : Arthur
- Jacqueline Carlier : la mère d'Arthur
- Jean Berton : Édouard
- Gérard Gervais : Antoine
- Olivier Hussenot : le commissaire
- Eva Simonet : Amélie
- Germaine Michel : la bouquetière
- Henri Crémieux : le directeur
- René Hell : Le facteur
- Albert Michel : Le cafetier
- Jacques Tarride : M. Grandjean
- Madeleine Gérôme : Mme Grandjean
- Émile Genevois :	Le concierge
- Léon Berton : Le curé
- Marcel Loche : Le boucher
- Jacques Provins : Un agent de police
- André Darnay : Le receveur de la poste
- Yette Lucas : Une passante
- Gérard Darrieu
- Léon Bary
- Paul Bisciglia
- René-Jean Chauffard
- Pierre Ferval
- Franck Maurice
- Yves-Marie Maurin
- Lucien Frégis
- Lucien Arnaud
- Guy Derlan